# Urcos
Urcos es una ciudad peruana capital del distrito de Urcos y de la provincia de Quispicanchi en el departamento del Cuzco. 
Tenía una población de 4246 habitantes en 1993. Está a una altitud de 3158 m s. n. m. y situado a unos 49 km de la ciudad del Cuzco. Uno de sus mayores atractivos es la laguna de Urcos.
Todos los domingos son días de mercado en la plaza Mayor, donde se presentan diversos comercios de comida, vestido y bienes en general.

## Historia
Urcos puede haber heredado su nombre del Inca Urco. Un legendario inca que peleó contra los chancas. La encomienda de Urcos, también llamada Urco Urco en los documentos del Archivo de Indias estuvo administrada por Manuel Criado de Castilla Ynga desde el año 1632.

## Galería de imágenes

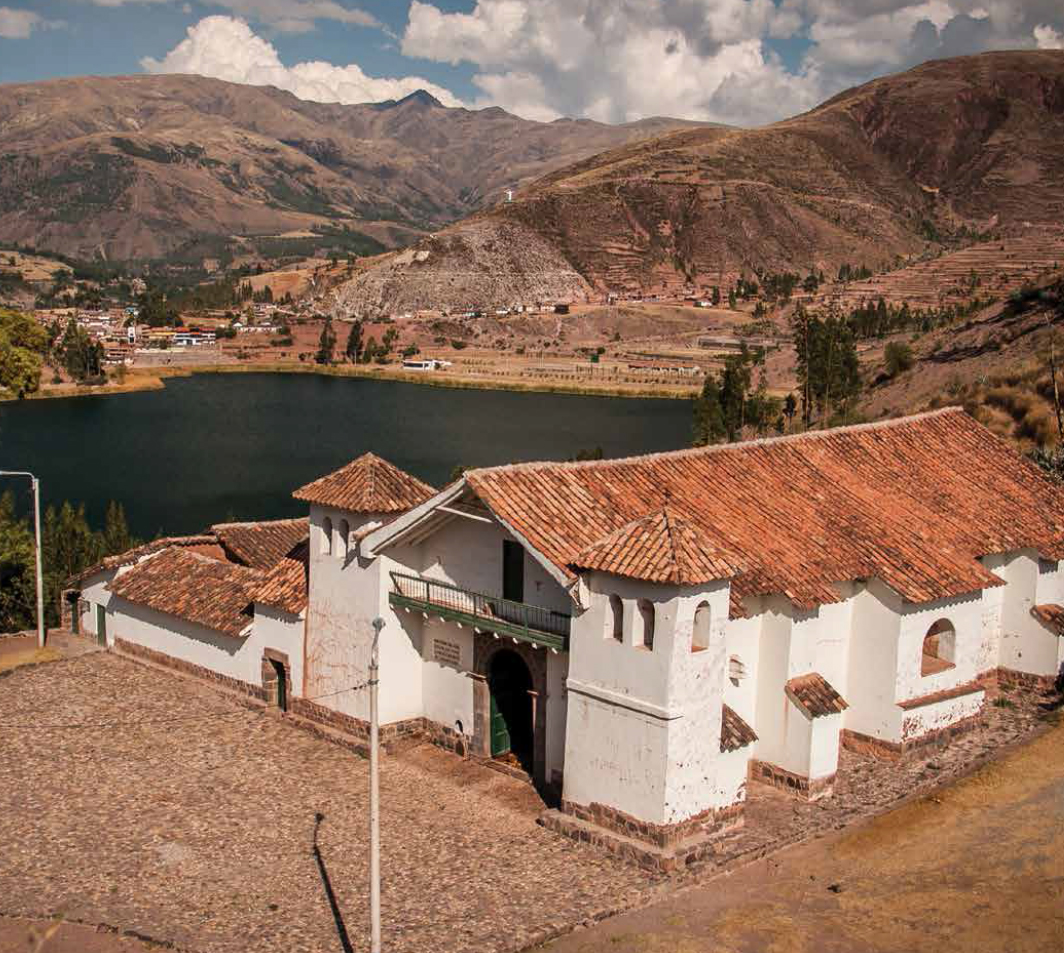
Capilla Canincunca.

## Clima
| Parámetros climáticos promedio de Urcos (territorios entre 2500-3000 m s. n. m.). | Parámetros climáticos promedio de Urcos (territorios entre 2500-3000 m s. n. m.). | Parámetros climáticos promedio de Urcos (territorios entre 2500-3000 m s. n. m.). | Parámetros climáticos promedio de Urcos (territorios entre 2500-3000 m s. n. m.). | Parámetros climáticos promedio de Urcos (territorios entre 2500-3000 m s. n. m.). | Parámetros climáticos promedio de Urcos (territorios entre 2500-3000 m s. n. m.). | Parámetros climáticos promedio de Urcos (territorios entre 2500-3000 m s. n. m.). | Parámetros climáticos promedio de Urcos (territorios entre 2500-3000 m s. n. m.). | Parámetros climáticos promedio de Urcos (territorios entre 2500-3000 m s. n. m.). | Parámetros climáticos promedio de Urcos (territorios entre 2500-3000 m s. n. m.). | Parámetros climáticos promedio de Urcos (territorios entre 2500-3000 m s. n. m.). | Parámetros climáticos promedio de Urcos (territorios entre 2500-3000 m s. n. m.). | Parámetros climáticos promedio de Urcos (territorios entre 2500-3000 m s. n. m.). | Parámetros climáticos promedio de Urcos (territorios entre 2500-3000 m s. n. m.). |
| Mes                                                                               | Ene.                                                                              | Feb.                                                                              | Mar.                                                                              | Abr.                                                                              | May.                                                                              | Jun.                                                                              | Jul.                                                                              | Ago.                                                                              | Sep.                                                                              | Oct.                                                                              | Nov.                                                                              | Dic.                                                                              | Anual                                                                             |
| --------------------------------------------------------------------------------- | --------------------------------------------------------------------------------- | --------------------------------------------------------------------------------- | --------------------------------------------------------------------------------- | --------------------------------------------------------------------------------- | --------------------------------------------------------------------------------- | --------------------------------------------------------------------------------- | --------------------------------------------------------------------------------- | --------------------------------------------------------------------------------- | --------------------------------------------------------------------------------- | --------------------------------------------------------------------------------- | --------------------------------------------------------------------------------- | --------------------------------------------------------------------------------- | --------------------------------------------------------------------------------- |
| Temp. máx. media (°C)                                                             | 19.9                                                                              | 19.6                                                                              | 20                                                                                | 20.2                                                                              | 19.9                                                                              | 19.7                                                                              | 19.3                                                                              | 20.6                                                                              | 20.5                                                                              | 21.6                                                                              | 21.2                                                                              | 20                                                                                | 20.2                                                                              |
| Temp. media (°C)                                                                  | 13.3                                                                              | 13.3                                                                              | 13.4                                                                              | 12.6                                                                              | 11.3                                                                              | 10.1                                                                              | 9.8                                                                               | 11                                                                                | 12.3                                                                              | 13.6                                                                              | 13.5                                                                              | 13.3                                                                              | 12.3                                                                              |
| Temp. mín. media (°C)                                                             | 6.8                                                                               | 7                                                                                 | 6.9                                                                               | 5.1                                                                               | 2.8                                                                               | 0.6                                                                               | 0.4                                                                               | 1.4                                                                               | 4.2                                                                               | 5.6                                                                               | 5.9                                                                               | 6.6                                                                               | 4.4                                                                               |
| Fuente: climate-data.org                                                          |                                                                                   |                                                                                   |                                                                                   |                                                                                   |                                                                                   |                                                                                   |                                                                                   |                                                                                   |                                                                                   |                                                                                   |                                                                                   |                                                                                   |                                                                                   |

## Lugares de interés
- Laguna de Urcos[3]
- Sitio arqueológico de Batan Orcco[4]